# 古桑街道
古桑街道是中华人民共和国江苏省淮安市盱眙县下辖的一个街道办事处。
2015年5月18日，江苏省人民政府批复同意撤销古桑乡，以原古桑乡古桑居委会和季安、白虎、磨涧、石龙、龙潭、关帝、佛窝7个村委会区域，设立盱眙县古桑街道办事处，街道办事处驻古桑街132号。

## 行政区划
古桑街道下辖以下村级行政区划单位：
古桑社区、关帝村、季安村、白虎村、磨涧村、石龙村、龙潭村和佛窝村。